# Kléver Meléndez Gamarra
Klever Uribe Meléndez Gamarra (Paucartambo, Perú, 18 de febrero de 1961) es un ingeniero, abogado y político peruano. Fue Presidente del Gobierno Regional de Pasco entre 2011 y 2014.
Nació en el distrito de Paucartambo, provincia y departamento de Pasco, Perú, el 18 de febrero de 1961, hijo de Alejandro Meléndez Cruz y Marina Gamarra Invertiz. Cursó sus estudios primarios en el E.P.M 34490 Agroindustrial y secundarios en el C.N. Alfonso Ugarte en el distrito de Paucartambo. Cursó estudios superiores de ingeniería de minas en la Universidad Nacional Daniel Alcides Carrión de Cerro de Pasco entre 1980 y 1985 y, entre 1997 y 2002, de derecho en la Universidad San Martín de Porres de la ciudad de Lima.
Su primera participación política se dio en las elecciones generales del 2000 cuando postuló al congreso por Unión por el Perú sin éxito. Repitió el intento en las elecciones generales del 2001 por el Frente Independiente Moralizador sin obtener la representación. En las elecciones municipales del 2002 fue elegido alcalde del distrito de Paucartambo para el periodo 2003-2006 por el Frente Independiente Moralizador. Fue reelegido en 2006 por el movimiento Concertación en la Región. En las elecciones regionales de 2010 fue elegido presidente del Gobierno Regional Pasco para el periodo 2011-2014 por la Alianza Electoral Todos por Pasco. Intentó su reelección en las elecciones regionales de 2014 pero perdería en segunda vuelta.
En junio de 2014 la Policía Nacional detuvo a Meléndez, aún presidente regional, y a Juan Manuel Boza Pulido, asesor jurídico del gobierno regional, por recibir la denuncia de cohecho de un grupo de proveedores para otorgarles la buena pro de una obra pública. Luego de estar prófugo por años y ser incluido en el Programa de Recompensas del Ministerio del Interior, fue capturado en junio del 2020 en la ciudad de Lima para que cumpla la sentencia de 15 años y 8 meses que le fue impuesta.